# Overbruch
Overbruch ist ein rechtsrheinischer Stadtteil von Duisburg. Er liegt am nördlichen Stadtrand an der Grenze zur Nachbarstadt Dinslaken und gehört zum Stadtbezirk Walsum. Overbruch hat 4.978 Einwohner (Stand: 31. Dezember 2023).

## Geografie
Der Stadtteil umfasst eine Fläche von 1,02 Quadratkilometern und liegt im äußersten Norden des Duisburger Stadtgebiets. Benachbart sind das südlich gelegene Vierlinden sowie Alt-Walsum im Westen. Im Norden und Osten grenzt Overbruch an die Stadt Dinslaken. Die Distanz zum weiter westlich fließenden Rhein beträgt rund drei Kilometer. Etwa einen Kilometer nördlich befindet sich mit der Emscher ein weiterer Fluss.

## Geschichte
Zum erweiterten historischen Kontext siehe auch Geschichte der Stadt Duisburg und Geschichte von Walsum. 
Über die frühe Geschichte des Ortsteils ist nur wenig bekannt, jedoch war das Gebiet bis ins frühe 20. Jahrhundert hinein nur in geringem Maße besiedelt. Dennoch entstand eine erste Siedlung bereits zu fränkischer Zeit und wurde um 850 erstmals schriftlich erwähnt. Im Mittelalter existierte mit dem Haus Hückelhoven ein Wohnsitz des Adels, der gemäß archäologischen Erkenntnissen befestigt und von einem Graben umgeben war. Im Lauf der Geschichte verschwand das Anwesen, wobei letzte Gebäude bis 1956 Bestand hatten.
Die spätere Entwicklung ist vor allem auf die Ausweitung des Wirtschaftszweiges Bergbau zurückzuführen, wobei insbesondere die von 1927 bis 2008 betriebene Zeche Walsum ein wichtiger Arbeitgeber war. Wegen dieser Entstehungsgeschichte machen die Bergarbeiterhäuser einen wesentlichen Anteil an der Bebauung aus. Beispielhaft für die Erschließung Overbruchs als Wohngebiet entstand 1934 eine Siedlung entlang der Straße Auf dem Röttgen. Es waren insbesondere Neubauten in den 1950er-Jahren, die den Stadtteil zu seiner heutigen Größe anwachsen ließen. Der Bergbau bildete zeitweise die Lebensgrundlage von beinahe der gesamten Bevölkerung. Durch die hohe Bedeutung dieser Branche galt der Stadtteil stets als Hochburg der Gewerkschaft IG Bergbau und es entfielen bei Wahlen hohe Stimmenanteile auf die SPD.
Overbruch stellte keine eigenständige Gemeinde dar, sondern gehörte zur Stadt Walsum, die bis 1974 dem Kreis Dinslaken angehörte. Am 1. Januar 1975 erfolgte die Eingemeindung nach Duisburg.

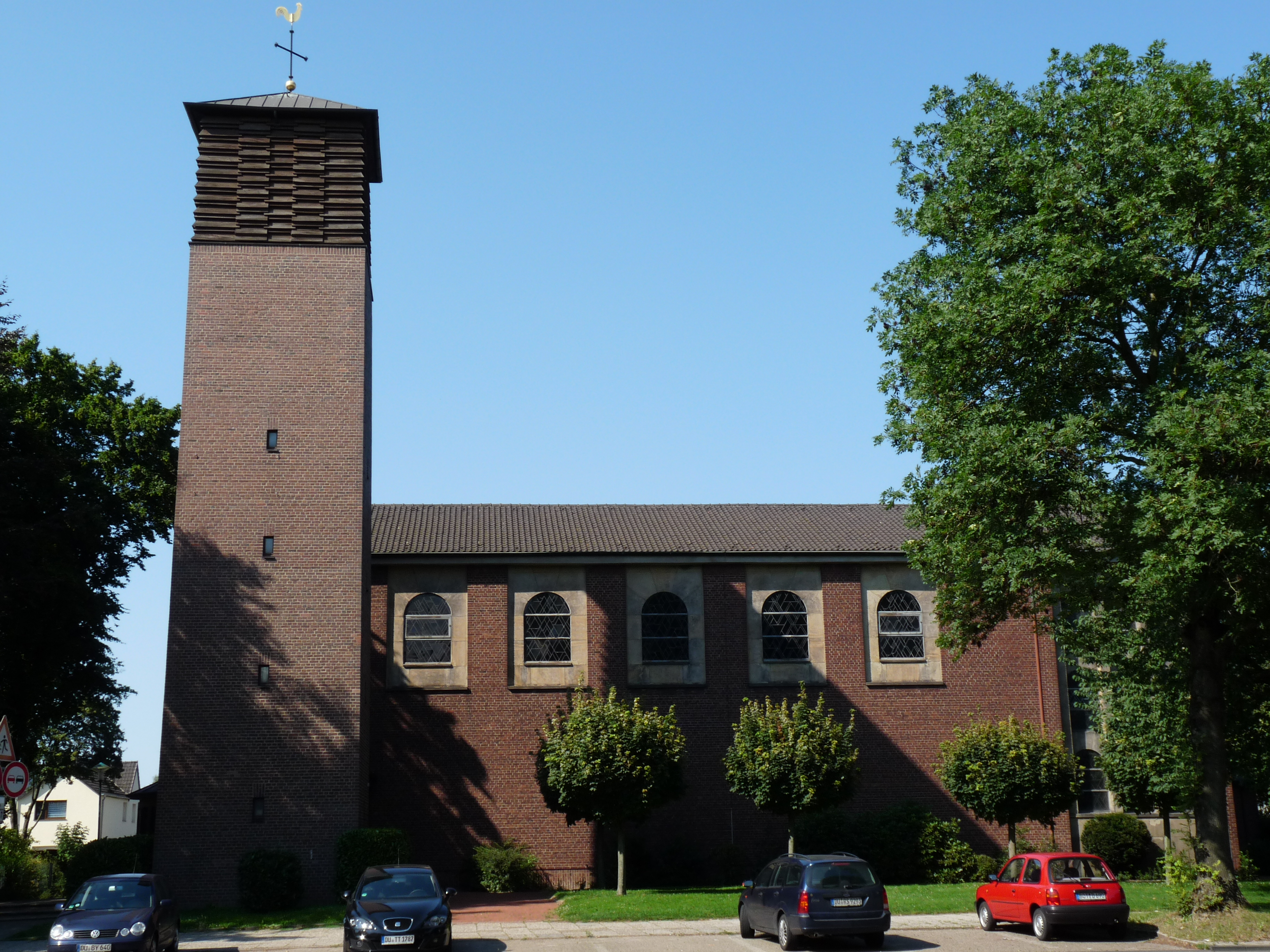
Herz-Jesu-Kirche in Overbruch

## Kirche
Die katholische Herz-Jesu-Kirche wurde nach einem Entwurf des Düsseldorfer Architekten Hans Frontzek als zweischiffige Staffelhalle mit Flachdecken unter einem Satteldach und einem Chor mit geradem Abschluss  gebaut und 1954 eingeweiht. Südwestlich der Kirche erhebt sich der Campanile, der mit der Kirche durch die Eingangshalle verbunden ist.
2024 wurde die Kirche umgebaut und unter anderem von Prior Abraham Fischer, dem Schmied des Klosters Königsmünster in Meschede, neu gestaltet.
Zur Kirche gehört der in den 1950er Jahren eingerichtete Herz-Jesu-Kindergarten.

## Verkehr
Durch den Ortsteil verlaufen die Landesstraße 396 sowie an seinem Ostrand die Bundesstraße 8. Zudem liegt an der Grenze zu Dinslaken die A 59, welche von dort der B 8 abzweigt und als Stadtautobahn in Nord-Süd-Richtung durch Duisburg führt. Im öffentlichen Personennahverkehr verkehren durch Overbruch die Schnellbuslinie 40 zum Franz-Lenze-Platz, Rathaus Walsum und dann Non-Stop über die A59 zum Hauptbahnhof, sowie die Buslinien 915 nach Dinslaken (Krankenhäuser, Bahnhof und Lohberg) und 919 nach Vierlinden, Stauffenbergstraße oder Alt-Walsum Rheinufer, Fahrn und Marxloh Pollmann. Von der Linie 919 kann an der Haltestelle Vierlinden zu der Straßenbahnlinie 903 umgestiegen werden, welche ebenfalls eine Nord-Süd-Verbindung vom Bahnhof Dinslaken über Vierlinden, Walsum, Fahrn, Marxloh, Hamborn, Meiderich, Duissern, Innenstadt (Hauptbahnhof), Hochfeld, Wanheim-Angerhausen bis Hüttenheim darstellt. Alle diese Linien mit Ausnahme der Linie 915 werden von der Duisburger Verkehrsgesellschaft (DVG) betrieben. Auf der Linie 915 fährt die NIAG.
| Linie   | Verlauf |        |
| ------- | --- | ------ |
| SB 40   | Walsum Overbruch – Franz-Lenze-Platz – Vierlinden – Walsum Rathaus – Duisburg Hbf – Duisburg Hbf Osteingang Halbstündiger Takt zur HVZ. Sonst stündlicher Takt.                                                                                                  | 60 min |
| 905/906 | Die Linie 905 verkehrt gegen und die Linie 906 im Uhrzeigersinn: Marxloh Pollmann – Fahrn Schwan – Alt-Walsum Friedhof – Overbruchstraße – Franz-Lenze-Platz – Walsum Rathaus – Duisburg-Wehofen – Oberhausen-Holten Markt – Duisburg-Wehofen – Marxloh Pollmann |        |
| 915     | Dinslaken-Lohberg – Dinslaken-Gewerbegebiet Mitte – Dinslaken Bf. – Dinslaken-Kaufmännische Schulen – Duisburg-Overbruch – Walsum-Vierlinden, Franz-Lenze-Platz                                                                                                  |        |

## Stadtteilbild
Die Entwicklung der letzten Jahrzehnte und der Niedergang des Bergbaus haben einen Strukturwandel eingeleitet, durch den Overbruch in der heutigen Zeit einen deutlich überdurchschnittlichen Anteil an älteren Bewohnern aufweist. Der Stadtteil gilt als naturnah und weist eine hohe Anzahl an Grünflächen auf. Im Norden geht das Wohngebiet unmittelbar in die Bebauung auf Dinslakener Seite über, wodurch einige Wohnstraßen von der Stadtgrenze geteilt werden.
In Overbruch sind nur wenige Einzelhandelsunternehmen ansässig. Zum Einkaufen fahren die Overbrucher vor allem nach Dinslaken und ins nahe Vierlinden.